# Emilia Anversiana di Nassau
Contessa Emilia Anversiana di Nassau (Anversa, 9 dicembre 1581 – Landsberg, 28 settembre 1657) era la sestogenita e la più giovane delle figlie di Guglielmo il Taciturno e della sua terza moglie Carlotta di Borbone e per matrimonio diventò contessa palatina di Zweibrücken-Landsberg.

## Biografia
Emilia fu soprannominata Secunda (die Zweite) per distinguerla dalla sorellastra Emilia. In seguito fu chiamata semplicemente Amalia. La sua infanzia trascorse alla corte de L'Aia e di Delft sotto la supervisione della matrigna Louise de Coligny.
Dopo che sua sorella Luisa Giuliana ebbe sposato l'elettore palatino Federico IV nel 1593, si trasferì con loro ad Heidelberg.
La Contessa Emilia Anversiana sposò il 4 luglio 1616 Federico Casimiro, Conte Palatino di Zweibrücken-Landsberg (1585–1645). La coppia ebbe tre figli.
- Federico (1617–1617)
- Federico Luigi (1619–1681)
- Carlo Enrico (1622–1623)

Emilia Anversiana fu ultima delle figlie di suo padre a sopravvivere.

## Antenati
|                                     |                              |                                      | Genitori                             |  |  | Nonni |  |  | Bisnonni                           |  |  | Trisnonni                            |  |
|                                     |                              |                                      |                                      |  |  |       |  |  | 8. Giovanni V di Nassau-Dillenburg |  |  | 16. Giovanni IV di Nassau-Dillenburg |  |
|                                     |                              |                                      |                                      |  |  |       |  |  | 8. Giovanni V di Nassau-Dillenburg |  |  | 16. Giovanni IV di Nassau-Dillenburg |  |
|                                     |                              | 17. Maria di Loon-Heinsberg          |                                      |  |  |       |  |  | 8. Giovanni V di Nassau-Dillenburg |  |  |                                      |  |
| 4. Guglielmo I di Nassau-Dillenburg |                              |                                      |                                      |  |  |       |  |  | 8. Giovanni V di Nassau-Dillenburg |  |  |                                      |  |
|                                     |                              | 9. Elisabetta d'Assia-Marburg        | 18. Enrico III d'Assia-Marburg       |  |  |       |  |  |                                    |  |  |                                      |  |
|                                     |                              | 9. Elisabetta d'Assia-Marburg        | 18. Enrico III d'Assia-Marburg       |  |  |       |  |  |                                    |  |  |                                      |  |
|                                     |                              | 9. Elisabetta d'Assia-Marburg        | 19. Anna di Ketznelnbogen            |  |  |       |  |  |                                    |  |  |                                      |  |
| 2. Guglielmo I d'Orange             |                              | 9. Elisabetta d'Assia-Marburg        |                                      |  |  |       |  |  |                                    |  |  |                                      |  |
|                                     |                              | 10. Bodo VIII di Solberg-Wernigerode | 20. Enrico IX di Stolberg            |  |  |       |  |  |                                    |  |  |                                      |  |
|                                     |                              | 10. Bodo VIII di Solberg-Wernigerode | 20. Enrico IX di Stolberg            |  |  |       |  |  |                                    |  |  |                                      |  |
|                                     |                              | 10. Bodo VIII di Solberg-Wernigerode | 21. Margherita di Mansfeld           |  |  |       |  |  |                                    |  |  |                                      |  |
| 5. Giuliana di Stolberg             |                              | 10. Bodo VIII di Solberg-Wernigerode |                                      |  |  |       |  |  |                                    |  |  |                                      |  |
|                                     |                              | 11. Anna di Eppstein-Königstein      | 22. Filippo I di Eppstein-Königstein |  |  |       |  |  |                                    |  |  |                                      |  |
|                                     |                              | 11. Anna di Eppstein-Königstein      | 22. Filippo I di Eppstein-Königstein |  |  |       |  |  |                                    |  |  |                                      |  |
|                                     |                              | 11. Anna di Eppstein-Königstein      | 23. Luisa de La Marc                 |  |  |       |  |  |                                    |  |  |                                      |  |
| 1. Emilia Anversiana di Nassau      |                              | 11. Anna di Eppstein-Königstein      |                                      |  |  |       |  |  |                                    |  |  |                                      |  |
|                                     | 12. Luigi di Borbone-Vendôme | 24. Giovanni VIII di Borbone-Vendôme |                                      |  |  |       |  |  |                                    |  |  |                                      |  |
|                                     | 12. Luigi di Borbone-Vendôme | 24. Giovanni VIII di Borbone-Vendôme |                                      |  |  |       |  |  |                                    |  |  |                                      |  |
|                                     | 12. Luigi di Borbone-Vendôme | 25. Isabella di Beauvau              |                                      |  |  |       |  |  |                                    |  |  |                                      |  |
| 6. Luigi III di Montpensier         | 12. Luigi di Borbone-Vendôme |                                      |                                      |  |  |       |  |  |                                    |  |  |                                      |  |
|                                     |                              | 13. Luisa di Borbone-Montpensier     | 26. Gilberto di Borbone-Montpensier  |  |  |       |  |  |                                    |  |  |                                      |  |
|                                     |                              | 13. Luisa di Borbone-Montpensier     | 26. Gilberto di Borbone-Montpensier  |  |  |       |  |  |                                    |  |  |                                      |  |
|                                     |                              | 13. Luisa di Borbone-Montpensier     | 27. Chiara Gonzaga                   |  |  |       |  |  |                                    |  |  |                                      |  |
| 3. Carlotta di Borbone-Montpensier  |                              | 13. Luisa di Borbone-Montpensier     |                                      |  |  |       |  |  |                                    |  |  |                                      |  |
|                                     |                              | 14. Giovanni IV di Longwy            | 28. Filippo di Longvy                |  |  |       |  |  |                                    |  |  |                                      |  |
|                                     |                              | 14. Giovanni IV di Longwy            | 28. Filippo di Longvy                |  |  |       |  |  |                                    |  |  |                                      |  |
|                                     |                              | 14. Giovanni IV di Longwy            | 29. Giovanna di Bauffremont          |  |  |       |  |  |                                    |  |  |                                      |  |
| 7. Giacomina di Longwy              |                              | 14. Giovanni IV di Longwy            |                                      |  |  |       |  |  |                                    |  |  |                                      |  |
|                                     |                              | 15. Giovanna d'Angoulême             | 30. Carlo di Valois-Angoulême        |  |  |       |  |  |                                    |  |  |                                      |  |
|                                     |                              | 15. Giovanna d'Angoulême             | 30. Carlo di Valois-Angoulême        |  |  |       |  |  |                                    |  |  |                                      |  |
|                                     |                              | 15. Giovanna d'Angoulême             | 31. Antonietta di Polignac           |  |  |       |  |  |                                    |  |  |                                      |  |
|                                     |                              | 15. Giovanna d'Angoulême             |                                      |  |  |       |  |  |                                    |  |  |                                      |  |